# 高谷まちこ
高谷 まちこ（たかや まちこ、1953年 - ）は、日本の映像作家、イラストレーター。東京都出身。

## 作成作品一覧

### みんなのうた
- ◆は5分間1曲枠の楽曲。
- 太陽の子どもたち / 小野リサ、松原典子（1992年4月・5月放送）